# 朱尔介
朱尔介（？—？），清朝政治人物。
朱尔介于雍正六年（1728年）由嘉定縣知縣調署南汇县知县一职，同年即由左秉震接任。